# Settignano
Settignano és una pintoresca frazione del comune de Florència situat al nord-est d'aquesta ciutat a la vora de Fiesole.
En aquest petit lloc han nascut diversos escultors del renaixement florentí, com Desiderio da Settignano el 1430, els germans Bernardo Rossellino el 1409 i Antonio Rossellino el 1427, Bartolomeo Ammannati el 1511, Luca Fancelli el 1430 i Valerio Cigoli el 1529.
El jove Miquel Àngel, va ser portat de nen durant la malaltia de la seva mare, a una casa anomenada avui, Vil·la Michelangelo, per ser criat per una dida, dona i filla de picapedrers que explotaven una de les pedreres de Settignano, el que explica la presència de molts escultors en aquestes terres.
Settignano va ser un lloc escollit pels güelfs florentins per passar l'estiu. Giovanni Boccaccio va apreciar la seva frescor, les seves vinyes i les seves plantacions d'oliveres, paisatge típic toscà.
L'any 1898 Gabriele d'Annunzio va comprar la Vil·la della Capponcina, als voltants de Settignano, per estar prop de la seva amant l'actriu Eleonora Duse, resident a Vil·la Porziuncola. Prop també es troba la Vil·la Gamberaia, del segle xiv, cèlebre pels seus jardins a la italiana, destruïda durant la guerra i tornada a reconstruir fidelment.
Sobre un turó ple de vil·les, la més cèlebre és la vil·la Tatti, de la que va ser propietari Bernard Berenson (1865-1959), historiador d'art americà especialitzat a renaixement i col·leccionista. La vil·la Tatti, és un Centre d'Història del Renaixement de la Universitat Harvard.
A l'església Santa Maria del segle xvi, unes belles ceràmiques policromes d'estil de Lucca della Robbia.